# Mahendradatta
Mahendradatta (conosciuta anche come Gunapriya Dharmapatni; 961 – 1011) è stata regina di Bali e consorte del re Udayana Warmadewa della dinastia Warmadewa, madre del re-eroe giavanese Airlangga e dei due successivi re di Bali Marakata e Anak Wungsu.

## Biografia
La principessa giavanese Gunapriya Dharmapatni era figlia del re Sri Makutawangsa Wardhana della dinastia Isyana del regno di Mataram e sorella del re Dharmawangsa di Mataram. Sposatasi col re Udayana di Bali, si trasferì sull’isola e assunse il nome di Mahendradatta. Il loro matrimonio fu un accordo politico che rafforzò la posizione del già potente regno giavanese di Mataran nell'arcipelago indonesiano e sigillò Bali come parte del regno. Ciò suggerisce che Mahendradatta fosse una regina regnante nella famiglia balinese Warmadewa. Basandosi su una tradizione di forte governo femminile all'interno della sua stessa famiglia d'origine, Mahendradatta governò insieme a suo marito; i decreti reali e le iscrizioni spesso portavano il suo nome prima di quello del re, e a lei vengono attribuiti molti dei successi del regno dentro e fuori l’isola.
Anche se le fonti storiche sembrano essere messe a tacere sul sospetto di un suo precedente matrimonio quando era ancora a Giava, non si può non supporlo nel constatare che Airlangga, suo figlio primogenito, non fu mai scelto come principe ereditario di Bali, cosa che avvenne per gli altri suoi figli maschi. Airlangga è comunque ritenuto una figura fondamentale dell'identità balinese anche se visse poco sull’isola.

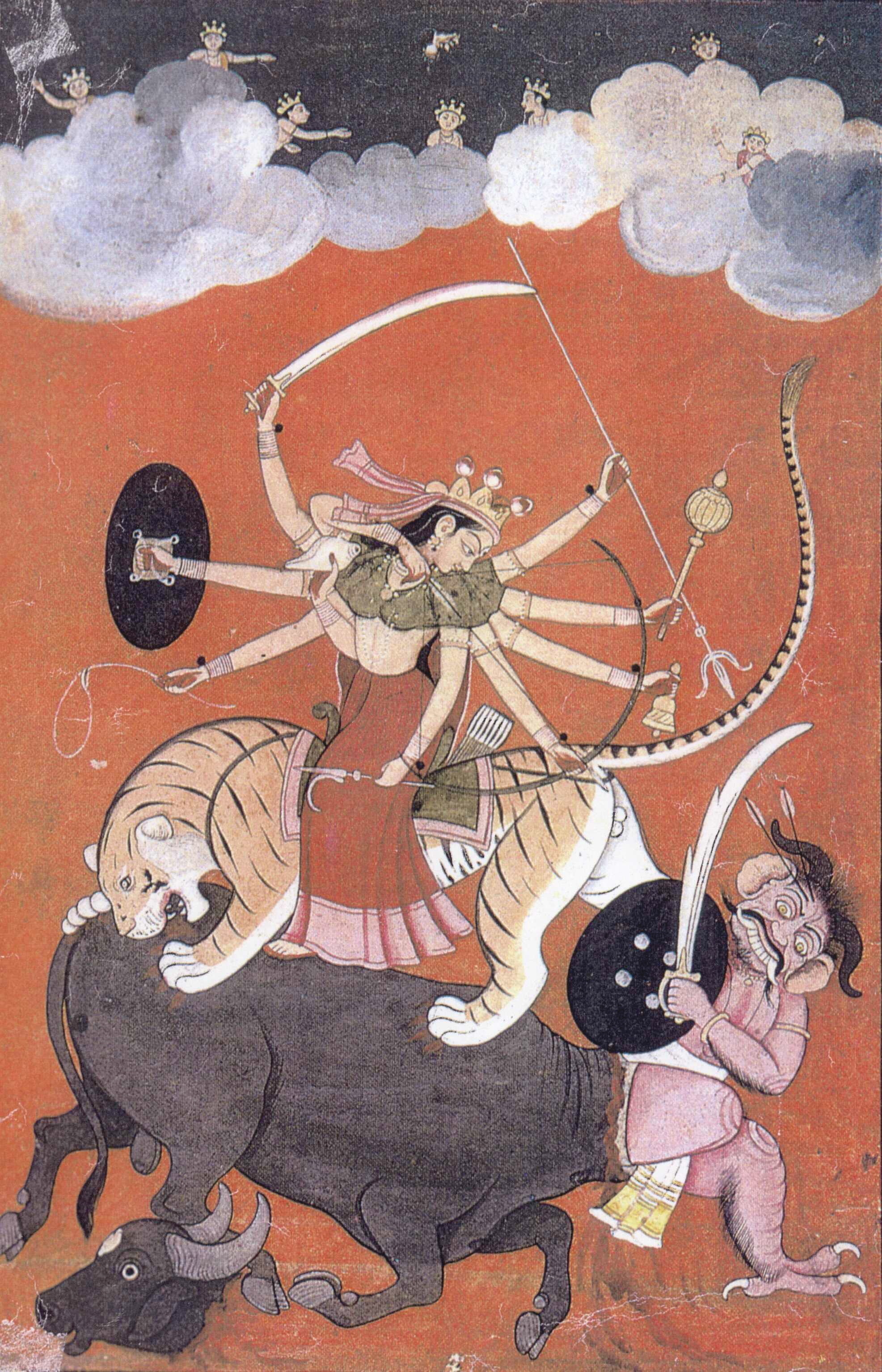
Durga, madre-dea induista della forza e della guerra, dalle otto o dieci braccia, nell’atto di sottomettere l’invincibile demone-bufalo Mahishashura. Pittura su stoffa, scuola Guler, XVIII secolo.

Morì nel 1011 d.C. a quasi 50 anni, anziana per l’epoca. Fu sepolta nel tempio di Pura Bukit Dharma Kutri, situato nel villaggio di Buruan a Gianyar, divinizzata e raffigurata come Durga Mahisashuramardini.

## Religione
Gunapriya Dharmapatni accelerò l’induizzazione di Bali e sebbene il patrocinio dei centri religiosi da parte sua avesse evidenti sfumature politiche, le prove suggeriscono che la diffusione dell'Induismo era una causa che le stava a cuore. Nell'anno 1000 concesse al bramino Mpu Ghana di fondare un importante ashram dedicato al dio Ganesha; nel XIII secolo sul sito fu costruito il tempio Pura Dasar Buana ancora presente sulla costa sud-occidentale dell’isola. Mpu Ghana è tuttora venerato come uno dei Panca Titra, i cinque santi fondatori dell'Induismo balinese.
Mahendradatta introdusse a Bali anche il Buddhismo Mahāyāna e a lei viene attribuito il merito di aver portato sull'isola il culto di Durga, della quale emulò il modello di governo divino sui territori balinesi. Il culto della dea è anche legato al sacrificio, alla magia nera e alla stregoneria, che portò Durga ad essere correlata all’impopolare rappresentazione di Rangda, la strega malvagia della mitologia balinese.

## Nella cultura popolare

Il tempio Pura Dasar Buana, fotografia B/W, 1910-20 circa.

Il folklore balinese menziona più o meno la storia della vita della regina Mahendradatta nella leggenda della malefica strega Rangda, che racconta di una regina condannata ed esiliata dal re perché accusata di stregoneria e magia nera. Alla morte del marito la donna decide di vendicarsi evocando tutti i demoni e gli spiriti maligni (leyaks) della giungla che causarono una grande pestilenza. Mahendradatta è ricordata anche nei racconti relativi alla vita di suo figlio Airlangga e associata, con la dea Durga, alla mostruosa strega Calon Arang.
Queste leggende sembrano essere il riflesso della reale vita della regina balinese che può avere come motivazione sia un matrimonio impegnativo e difficile che la volontà della corte balinese di discriminare una regina potente e straniera. La poetessa indonesiana Toeti Heraty descrive Mahendradatta come vittima della demonizzazione all'interno di una società patriarcale, come critica della cultura misogina e di discriminazione contro le donne.

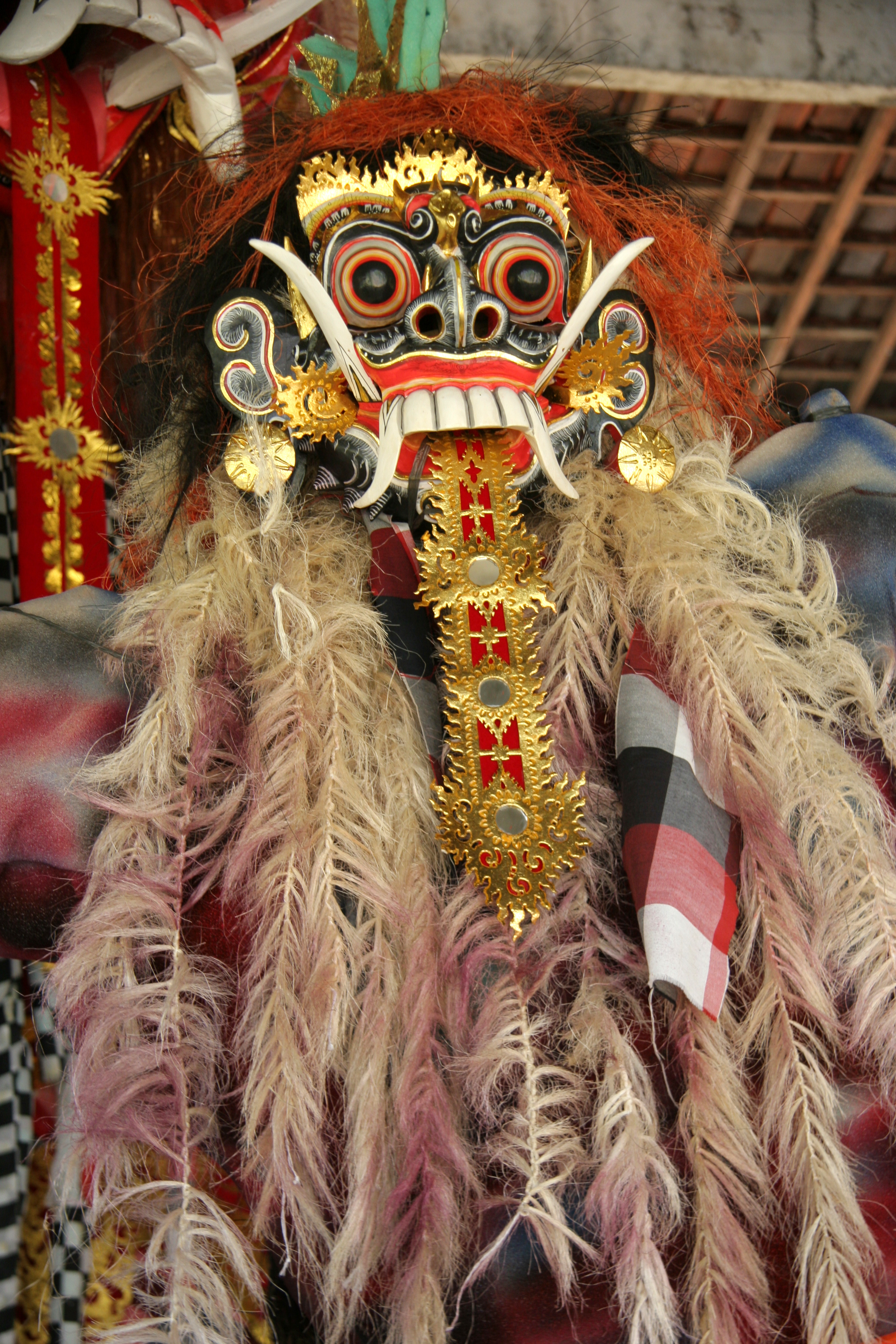
La maschera balinese della strega Rangda.

## Riconoscimenti ufficiali
Alla regina Mahendradatta sono dedicati l’Università di Mahendradatta e la Jalan Mahendradatta via del quartiere balinese di Kuta, entrambe nel distretto Denpasar.